# Djurgården Hockey 1921/1922
Djurgården bildar sin hockeysektion till denna säsong, men deltar inte i seriespelet, utan bara i SM. Väl där blev man utslagna i semifinal mot Hammarby.

## Svenska Mästerskapet 1922
| Omgång      | Datum        | Motståndare     | Resultat |
| ----------- | ------------ | --------------- | -------- |
| Kvartsfinal | 11 mars 1922 | AIK (h)         | 4 - 2    |
| Semifinal   | 12 mars 1922 | Hammarby IF (b) | 1 - 4    |